# Dziennik Dolnośląski
Dziennik Dolnośląski – pierwsza w Polsce pełnokolorowa gazeta codzienna  (początkowo wychodząca pięć razy w tygodniu), drukowana w technologii offsetowej. Pismo utworzone w 1990 roku we Wrocławiu dzięki osobistemu poparciu Władysława Frasyniuka (i wraz z nim – Zarządu Regionu Dolny Śląsk NSZZ „Solidarność”) oraz kapitałowi norweskiemu (wprowadzonemu przez firmę Orkla).

Siedziba wydawcy oraz redakcji dziennika mieściła się w kamienicy przy ul. Podwale 64. Trzonem zespołu redakcyjnego była grupa dziennikarzy publikujących wcześniej, w okresie stanu wojennego, w dolnośląskich wydawnictwach podziemnych; współpracowali oni z kilkorgiem dziennikarzy, którzy zdecydowali się przejść do „Dziennika” z gazet należących do RSW. Latem 1990, jeszcze przed ukazaniem się pierwszego wydania „Dziennika” wydawca podjął kampanię promocyjną nowego tytułu, m.in. poprzez nowatorską na owe czasy metodę reklamy na burtach tramwajów. Gazeta wychodziła od września 1990 roku, pierwszym redaktorem naczelnym był Włodzimierz Suleja (w zespole redakcyjnym znaleźli się m.in. Piotr Adamczyk, Wanda Dybalska, Paweł Kocięba, Barbara Piegdoń, Krzysztof Uściński; rysunki satyryczne zamieszczał Tadeusz Kuranda, zajmował się również opracowaniem makiety i przygotowaniem do druku); po zmianie na stanowisku szefa Zarządu Regionu NSZZ „Solidarność” (Frasyniuka zastąpił na przełomie 1990/1991 Tomasz Wójcik) gazeta zaczęła być przez środowisko związkowe postrzegana jako „organ prasowy ROAD” i nie uzyskała zgody na kolportowanie jej w dolnośląskich zakładach pracy. Wkrótce z gazety odszedł Włodzimierz Suleja i przez pierwszą połowę 1991 na stanowisku redaktora naczelnego gazety był wakat; w tym czasie też sprzedaż dziennika była już znacznie niższa niż początkowo (szybko spadła z ponad 20 do ok. 10 tysięcy) i pomimo istnienia w nazwie określenia „dziennik” jego cykl wydawniczy wydłużono w kwietniu 1991 do tygodnika dodając do tytułu „Dziennik Dolnośląski” określenie „magazyn”.
W czerwcu 1991 redakcja była już pod silnym wpływem sympatyków i działaczy ZChN (trafili do niej m.in. Tadeusz Łączyński i Ryszard Czarnecki, ten drugi na stanowisko p.o. redaktora naczelnego, od lipca redaktora naczelnego). W wydaniu nr 78 (145) z 12 lipca 1991 wydawca zamieścił nad winietą gazety informację, że „poglądy prezentowane w „Dzienniku Dolnośląskim” nie są podzielane przez kierownictwo firmy Norpol-Press i większość zespołu redakcyjnego”, a po tym wydaniu część redakcji podjęła nawet kilkudniowy strajk. „Dziennik Dolnośląski” w drugiej połowie 1991 przekształcił się w organ propagandowy ZChN w kampanii przed wyborami do Sejmu. Po wyborach w październiku 1991 ukazał się już tylko jeden numer gazety (datowany 31.X.-6.XI.1991); „Dziennik Dolnośląski” nie mogąc utrzymać się na rynku został trwale zawieszony, a Orkla po dalszych paru latach odsprzedała swoje udziały w spółce Norpol-Press prywatnym inwestorom. Dziennikarze „Dziennika Dolnośląskiego” trafili po jego rozwiązaniu do dolnośląskiej „Gazety Wyborczej” (spośród nich m.in. Barbara Piegdoń pełniła w niej funkcję redaktora naczelnego), a także do „Słowa Polskiego” (tam również redaktorem naczelnym został dziennikarz z „Dziennika” – Piotr Adamczyk), „Wieczoru Wrocławia”, „Gazety Robotniczej” (przekształconej wkrótce w „Robotniczą Gazetę Wrocławską”, a następnie w „Gazetę Wrocławską”) oraz do tygodnika „Popo”.
|  |
|  |